# Сессаме
Сессаме (итал. Sessame) — коммуна в Италии, располагается в регионе Пьемонт, в провинции Асти.
Население составляет 286 человек (2008 г.), плотность населения составляет 34 чел./км². Занимает площадь 8 км². Почтовый индекс — 14050. Телефонный код — 0144.
Покровителем коммуны почитается святой Георгий, празднование 23 апреля.

## Демография
Динамика населения:

## Администрация коммуны
- Официальный сайт: http://www.comune.sessame.at.it